# 윌머 발더라마
윌머 발더라마(Wilmer Valderrama, 1980년 1월 3일 ~ )는 미국의 배우이다.

## 출연 작품
- 온워드: 단 하루의 기적 - 객스턴 역 (목소리)
- 로맨틱 크라운
- 블래스트 비트
- 성탄절 전야의 공항 대소동